# 定置網

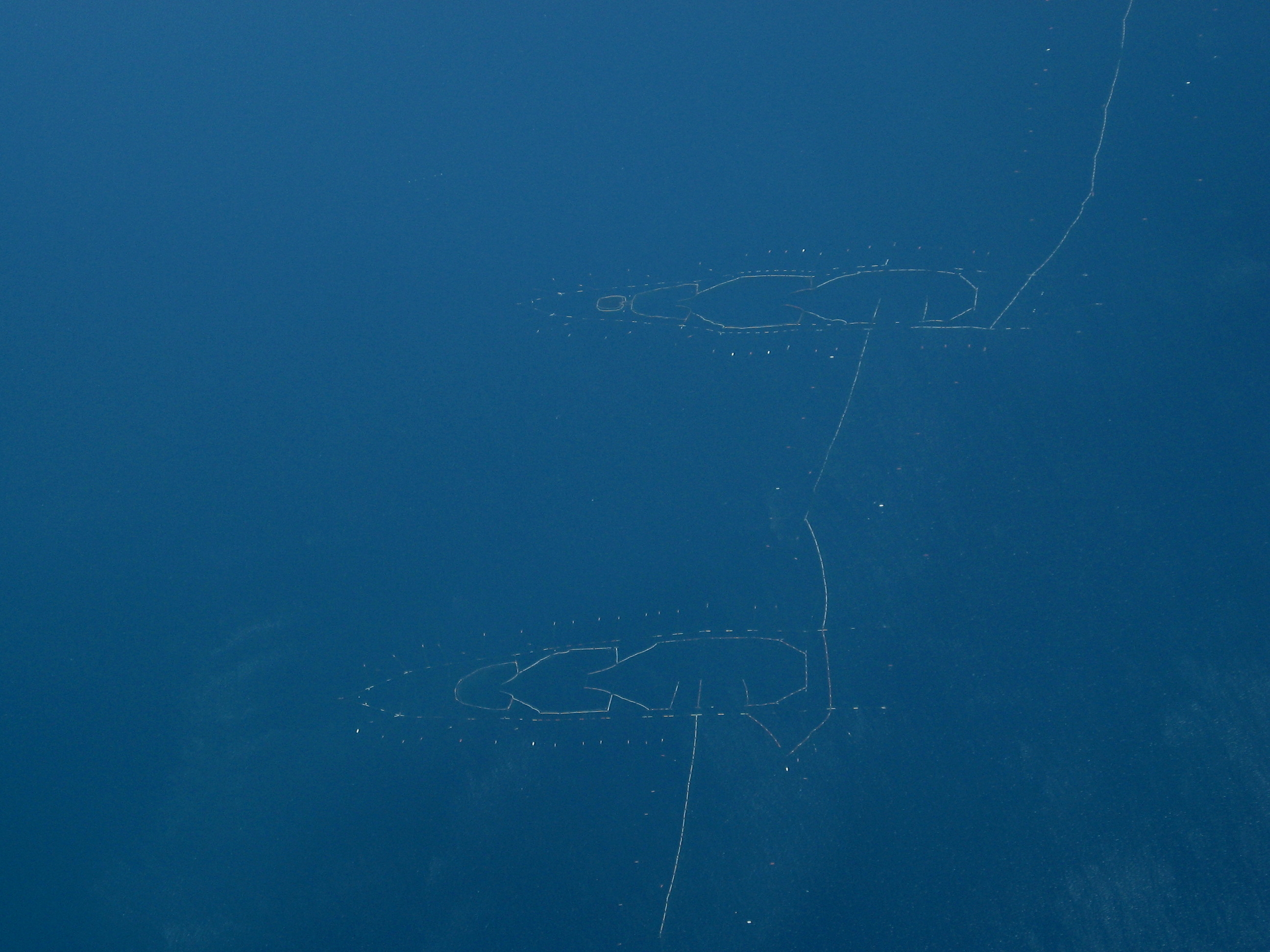
富山県射水市沖の定置網

定置網（ていちあみ、fixed fishing net、単にfixed netあるいはset netと呼ばれることもある）とは、定置網漁に用いる固定式漁具の一種。なお小型のものは水生生物の調査器具でもある。

## 漁業

### 漁具
定置網の網型は、漁場の特性や漁獲する魚種によって様々な種類があり、落し網類、底・中層網、瓢（ヒサゴ）網、枡（マス）網類、網えり等に分類される。このうち落し網類は日本で最も普及している網型で、垣網と身網で構成され、このうち身網は運動場、昇網、箱網の3つの部分からなる。魚は回遊中に障害物にぶつかると、より水深が深い沖のほうに向かって進行方向を変える習性があり、これを利用して回遊魚を運動場へと誘導する。魚は運動場を泳ぎ回るうちに、昇網を通り、奥にある箱網へと誘導される仕組みである。
富山県氷見市は定置網漁業で知られるが、特異性があり、江戸時代の「台網」が起源になっている。明治40年代に宮崎県から「日高式大敷網」が伝播して大型化した。こうして発達した越中式定置網は昭和40年代以降には「二重落とし」と呼ばれる形式が主流となり、回遊してきた魚を遮って誘導する垣網、魚が最初に入り込む囲い網（角戸網）、魚を閉じ込める身網（主網）で構成されるようになった。
フィリピン南部のスルー諸島には3月から9月にかけて一時的定置網が行われており、7人から15人で3隻から5隻の船に乗り込みアイゴ属の魚などを漁獲する。この定置網は袖網、入り口の補強網、囲い網、奥部の網、補助網で構成される。
2002年の世界定置網サミットが縁となり、2005年から国際協力でタイへの「越中式定置網」の技術指導が行われた。

### 特徴
定置網は漁獲量が多いだけでなく、陸地から漁場までの距離が近いため、高鮮度の魚介類を水揚げすることができる。さらに漁場が近いということは漁労現場の見学・学習にも利点を有しており、観光業の活性化という点でも地域への経済波及効果が大きい。一方、定置網の設置には多額の資金を要し、急潮や台風の被害を受けることもあるという弱点も存在する。

## 調査器具
小型のものに水路等に設置して移動する魚や水生昆虫を捕獲する調査器具の定置網がある。